# Tunnel van Horloz
De tunnel van Horloz is een spoortunnel in Tilleur, een deelgemeente van Saint-Nicolas. De tunnel heeft een lengte van 132 meter. De dubbelsporige spoorlijn 36A gaat door deze tunnel. De tunnel ligt net ten oosten van het viaduct van Tilleur.